# Bosquerola emmascarada comuna
La bosquerola emmascarada comuna o bosquerola gola-groga (Geothlypis trichas) és un ocell de la família dels parúlids (Parulidae).

## Hàbitat i distribució
Habita aiguamolls, matolls a prop de l'aigua, pastures i conreus, amb una ampla distribució a tot l'ample de Nord-amèrica
, old fields